# Keimpe van Martena
Keimpe Doeckes van Martena (Cornjum, circa 1487 - 8 november 1538) (ook: Kempo Martena) was een historicus en jurist. Hij beschreef de jaren 1498-1530, die in de Friese geschiedenis bekend staan als de Saksische periode.

## Levensloop
Keimpe van Martena werd geboren in een beroemd Fries geslacht uit Cornjum. Zijn vader was Doeke Sytses Martena, de oudere broer van Hessel van Martena, en zijn moeder was Sjouck Keimpedr Unia.
Hij studeerde in 1503 te Orléans letteren, ook rechten in Leuven (1507) en Bologna (1511).
Karel V, wiens partij hij koos, benoemde hem in 1515 tot raadsheer van het Hof van Friesland en sloeg hem tot ridder. Keimpo van Martena was van 1517 tot 1524 grietman van Tietjerksteradeel.
Op last der Staten van Friesland schreef Martena het Annael ofte Landboek (1528). Hij stierf in 1538 en werd begraven in de Galileërkerk te Leeuwarden.

## Huwelijken en kinderen
Keimpe is twee keer getrouwd geweest, eerst met Peye Lieuwesdr uit de Groninger Ommelanden (overleden in 1531) en later met Magdalena Schenk van Tautenburg (overleden in 1537), bastaarddochter van stadhouder Georg Schenk van Toutenburg. Wel had hij twee dochters, van wie een buitenechtelijk:
- Anna Martena (buitenechtelijk), trouwde met Sjoerda Wiarda van Garijp.
- Sjouck van Martena (1547), trouwde met Schelte van Liauckema van Sexbierum.